# Nipponozaur
Nipponozaur (Nipponosaurus sachalinensis) – roślinożerny dinozaur z rodziny hadrozaurów.
Żył w okresie późnej kredy na terenach Azji. Długość ciała ok. 8 m, wysokość ok. 4 m. Jego szczątki znaleziono w 1936 r. podczas budowy szpitala na należącym wtedy do Japonii Sachalinie.
Mógł poruszać się zarówno na dwóch, jak i na czterech kończynach.
Nipponozaur jest pierwszym odkrytym japońskim dinozaurem. Holotyp znaleziono w Prefekturze Karafuto w listopadzie 1934 roku. Po drugiej wojnie światowej obszar ten znalazł się pod panowaniem Rosji. Miejscowość, w której dokonano odkrycia nazywa się dzisiaj Sinegorsk i znajduje się na wyspie Sachalin. Pozostały materiał odnaleziono w 1937 roku. Był blisko spokrewniony z północnoamerykańskim dinozaurem Hypacrosaurus i zapewne jak on był spokojnym stadnym roślinożercą. Był jednak od niego wcześniejszy i może być jego przodkiem. Prawdopodobnie także posiadał grzebień charakterystyczny dla lambeozaurynów. Nipponozaur zapewne osiągał większe rozmiary, niż znaleziony osobnik.

## Materiał kostny
Odnaleziono ok. 60% szkieletu. Holotyp (UHR 6590) zawiera słabo zachowane kości i składa się z: lewej szczęki, kości ciemieniowej, żuchwy i różnych izolowanych fragmentów czaszki. Ponadto zawiera: kręgi szyjne, sześć ogonowych, dwa krzyżowe oraz lewą łopatkę, części obu kości ramiennych, inne elementy kończyn górnych, kości kulszowej, lewej biodrowej i większość kości kończyn tylnych. Szczątki pochodzą z Górnej Grupy Yezo. 